# 盧克·斯泰恩
盧克·斯泰恩（英語：Luke Steyn，1993年6月7日—）是辛巴威高山滑雪運動員，從2008年開始參賽。斯泰因取得代表辛巴威參加2014年冬季奧運的參賽資格，成為首位代表辛巴威參加冬季奧運的運動員。
斯泰因出生於辛巴威，兩歲時移居瑞士，他在那裡接觸到雪和滑雪。